# Mannequin (film 1987)
Mannequin è un film del 1987 diretto da Michael Gottlieb. Mannequin ha ricevuto nomination come Migliore canzone originale al Premio Oscar, per la sua melodia principale dal titolo: Nothing's Gonna Stop Us Now, del gruppo statunitense Starship.

## Trama
Nell'antico Egitto, Ema "Emmy" Hesire scappa dalla madre e si rifugia in una piramide, per evitare di finire in un matrimonio combinato: implora gli dei di aiutarla a trovare il vero amore e svanisce improvvisamente. Nel 1987 a Filadelfia, Jonathan Switcher è uno scultore che lavora in un magazzino di manichini e finisce un singolo manichino femminile che considera un capolavoro. Il suo capo lo licenzia per aver passato del tempo a cercare di fare le sue opere d'arte dei manichini piuttosto che assemblarne diversi ogni giorno.
Il ragazzo prova diversi lavori e viene licenziato ogni volta per aver lavorato troppo lentamente e perché cerca di rendere ogni progetto artistico. La sua ragazza Roxie, un'impiegata del grande magazzino Illustra, lo scarica, credendolo matto e infantile. Dopo che la sua moto si rompe sotto la pioggia, Jonathan passa davanti al grande magazzino Prince & Company e vede il suo manichino nella vetrina. La mattina dopo, salva la proprietaria del negozio Claire Timkin da un’insegna pubblicitaria difettosa. Grata, Claire ordina al direttore del negozio Mr. Richards (segretamente pagato da Illustra per sabotare Prince & Company in modo che possa essere acquistato) di dare un lavoro a Jonathan.
Visto con sospetto dalla guardia di sicurezza, il capitano Felix Maxwell, Jonathan lavora e fa amicizia con il commesso Hollywood Montrose. Quando Jonathan sta organizzando una vetrina, il manichino prende vita con lo spirito di Emmy. Lei dice di aver vissuto per secoli come musa, a volte abitando le opere di artisti che ammira e ispira; ha incontrato persone straordinarie, ma non ha mai trovato il vero amore. Inoltre spiega che gli dei le permettono la vita quando loro due sono inosservati.
Con l'aiuto di Emmy, la vetrina di Jonathan ha enorme successo. Ora, incaricato dell’inventario, Jonathan chiede a Emmy di continuare ad aiutarlo; durante diverse settimane, ne creano diverse, attirando nuovi affari e iniziando una relazione. Hollywood si rende conto che Jonathan ama il manichino che ha creato, ma non lo giudica. L'amministratore delegato di Illustra, B.J. Wert, manda Roxie a corrompere Jonathan per farlo lavorare con loro, ma lui si rifiuta dicendo che ora lavora per persone che lo apprezzano.
Infastidita dall'inettitudine di Felix e dall'atteggiamento di Richards nei confronti di Jonathan, Claire li licenzia. Profondamente impressionata dal suo lavoro, Claire nomina Jonathan vicepresidente del grande magazzino. Una notte, il giovane artista porta Emmy attraverso la città sulla sua moto, nonostante questo sembri insolito alla gente. È pedinato da Richards e Felix, che concludono che è profondamente fissato sul manichino femminile.
Richards e Felix (che ora lavora per Illustra) rubano tutti i manichini femminili di Prince & Company. La mattina dopo, Jonathan affronta Wert sul furto, che gli fa un'altra offerta di lavoro. Jonathan viene inseguito dalle guardie di sicurezza tra cui Felix, mentre Wert e Richards chiamano la polizia. Roxie carica i manichini rubati nel grande compattatore di rifiuti.
Hollywood tiene a bada gli inseguitori con una manichetta antincendio e Jonathan salta sul nastro trasportatore del compattatore per salvare il manichino di Emmy. Mentre Jonathan rischia la sua vita per lei, Emmy prende vita. Una volta al sicuro, Emmy si rende conto di essere di nuovo veramente e permanentemente viva e ringrazia gli dei per averla unita al suo vero amore e Jonathan promette di amarla per sempre.
Hollywood arriva e si rende conto che Emmy è stata viva per tutto il tempo. Felix e le guardie li trovano, seguiti da Wert e Richards che chiedono alla polizia di arrestare Jonathan, ma in quel momento arriva Claire che rivela di avere un video di sicurezza con Richards e Felix che entrano e commettono un furto. Accusa Wert di cospirazione e Jonathan aggiunge che l'uomo ha rapito Emmy. Wert licenzia Roxie mentre viene arrestato e trascinato via insieme a Richards e Felix. Qualche tempo dopo Emmy e Jonathan si sposano nella vetrina di Prince & Company, con Claire e Hollywood come testimoni.

## Produzione
Il film è stato realizzato sulla base dei principi di marketing del noto ricercatore di mercato di Hollywood, Joseph Farrell, produttore esecutivo dello stesso film. L'attore principale McCarthy, anche se non una stella, è stato scritturato anche grazie ad alcuni dati che dimostravano il suo forte appeal con il pubblico femminile ed in generale con il target di destinazione del film. Mannequin è costato 6 milioni di dollari e ne ha incassati 41 negli Stati Uniti e in Canada.

## Sequel
Il film ha avuto un sequel dal titolo Mannequin: On the Move (Mannequin Two: On the Move). In Italia è stato distribuito col titolo Aiuto! Mi sono persa a New York (1991).